# نهر وايميا (تسمان)
نهر وايميا هو نهرٌ يقع في شمال الجزيرة الجنوبية لنيوزيلندا. يتكون من التقاء نهر وايروا [الإنجليزية] ونهر واي-يتي [الإنجليزية]، اللذين يلتقيان بالقرب من برايت ووتر [الإنجليزية]. تتدفق المياه مجتمعةً إلى خليج تسمان [الإنجليزية] بالقرب من أبليبي [الإنجليزية]، مقابل جزيرة رابيت [الإنجليزية].